# Dalian Open 2017
Il Dalian Open 2017 è stato un torneo professionistico di tennis femminile giocato sul cemento. È stata la 3ª edizione del torneo, che fa parte del WTA Challenger Tour 2017. Si è giocato a Dalian in Cina dal 5 al 10 settembre 2017.

## Partecipanti

### Teste di serie
| Nazionalità   | Giocatrice       | Ranking* | Testa di serie |
| ------------- | ---------------- | -------- | -------------- |
| Cina          | Duan Yingying    | 92       | 1              |
| Montenegro    | Danka Kovinić    | 106      | 2              |
| Kazakistan    | Zarina Diyas     | 109      | 3              |
| Taipei cinese | Chang Kai-chen   | 113      | 4              |
| Ucraina       | Kateryna Kozlova | 118      | 5              |
| Cina          | Han Xinyun       | 124      | 6              |
| Belgio        | Yanina Wickmayer | 129      | 7              |
| Croazia       | Jana Fett        | 131      | 8              |
| Australia     | Arina Rodionova  | 134      | 9              |

* Ranking al 28 agosto 2017.

### Altre partecipanti
Le seguenti giocatrici hanno ricevuto una wild card per il tabellone principale:
- Lu Jiajing
- Yuan Yue
- Zhang Kailin
- Zheng Wushuang

Le seguenti giocatrici sono entrate in tabellone col ranking protetto:
- Vitalia Diatchenko
- Rebecca Peterson
- Vera Zvonarëva

Le seguenti giocatrici sono passate dalle qualificazioni:
- Beatrice Gumulya
- Wang Meiling
- You Xiaodi
- Zhang Yuxuan

Le seguenti giocatrici sono entrate in tabellone come lucky loser:
- Hiroko Kuwata
- Erika Sema

## Campionesse

### Singolare
Kateryna Kozlova ha sconfitto in finale  Vera Zvonarëva col punteggio di 6–4, 6–2.

### Doppio
Lu Jingjing /  You Xiaodi hanno sconfitto in finale  Guo Hanyu /  Ye Qiuyu col punteggio di 7–6(2), 4–6, [10–5].